# Acrida ungarica
Acrida ungarica es una especie de insecto ortóptero de la familia Acrididae, muy extendida en Europa.

## Descripción
Es un saltamontes del cuerpo esbelto y delgado que puede alcanzar 40-70 mm en las hembras, 25-40 mm en los machos. 
Especies similares: Acrida turrita y Truxalis nasuta. A. turrita se distingue de A. ungarica por la presencia de un surco transversal en la mitad posterior de la pronoto (también presente en A. ungarica pero situado más abajo).

## Subespecies
Se reconocen las siguientes subespecie:
- A. ungarica mediterranea (Dirsh, 1949)
- A. ungarica ungarica (Herbst, 1786)

## Distribución geográfica y hábitat
La especie está muy extendida en Europa central y meridional: Francia, Italia, España, Austria, Bosnia y Herzegovina, Croacia, Eslovenia, Eslovaquia, Bulgaria, Rumania, Hungría, Macedonia, Grecia, y varias islas en la cuenca del Mediterráneo, incluyendo Sicilia, Cerdeña, Córcega, Islas Baleares, Malta, Cícladas, Dodecaneso. 
En Italia existe la subespecie A. ungarica mediterranea, que se extiende por todo la península (excepto en los Alpes) y las islas principales.
Prefiere prados dispersos, el suelo pedregoso y las dunas costeras.

## Biología
Es una especie de fitófago (Herbívoro).